# Čáry
Čáry es un municipio de Eslovaquia en el distrito de Senica de la región de Trnava.

## Geografía
El municipio está localizado a una altitud de 170 metros y tiene un área de 14,940 km². Tiene una población de 1.277 personas.

## Demografía
| Año        | 1994 | 2004    | 2014    | 2024    |
| ---------- | ---- | ------- | ------- | ------- |
| Población  | 1184 | 1251    | 1290    | 1279    |
| Diferencia |      | +5,65 % | +3,11 % | −0,85 % |

| Año        | 2023 | 2024    |
| ---------- | ---- | ------- |
| Población  | 1277 | 1279    |
| Diferencia |      | +0,15 % |